# Джонсон, Милтон
Милтон Джонсон (англ. Milton Johnson; 15 мая 1950, Коентон, округ Вашингтон, штат Алабама — 16 мая 2025, тюрьма «Menard Correctional Center», штат Иллинойс) — американский серийный убийца, совершивший серию убийств в течение трёх месяцев 1983 года на территории города Джолиет, штат Иллинойс. В 1984 и 1986 годах Джонсон был осуждён за совершение пяти убийств и был приговорён к смертной казни. Прокуратура округа Уилл заявила, что результаты судебно-баллистической экспертизы и ряд других косвенных улик позволили установить причастность Джонсона к совершению ещё девяти убийств, но впоследствии ему не было предъявлено других обвинений. Свои убийства Джонсон совершал во время выходных дней, когда имел доступ к автомобилю своего отчима, благодаря чему от СМИ он получил прозвище «Убийца выходного дня» (англ. «The Weekend murderer»). Свою вину Милтон Джонсон не признал. За исключением 12 месяцев с марта 1983 года по март 1984 года, Милтон Джонсон начиная с 1970-го года и вплоть до своей смерти провёл в тюремном заключении более 54 лет.

## Биография
Милтон Джонсон родился 15 мая 1950 года в городе Коентон (штат Алабама). Имел двух братьев. В 1952 году его семья покинула территорию штата Алабама и переехала в город Джолиет (штат Иллинойс). В 1956 году его мать вышла замуж за человека по имени Сэм Майерс, который усыновил Милтона и его братьев. Майерс и мать Милтона вели законопослушный образ жизни, не имели проблем с законом и вредных привычек, отрицательно влияющих на быт, здоровье детей и благосостояние семьи в целом, благодаря чему детство и взросление Милтона Джонсона прошло в социально-благополучной обстановке без психотравмирующих ситуаций и последствий.
Вечером 15 февраля 1970 года Милтон Джонсон был арестован по обвинению в изнасиловании, краже со взломом и нанесении побоев при отягчающих обстоятельствах, после того как 18-летняя Пенелопа Уильямс была избита и изнасилована в своём автомобиле на территории одного из парков Джолиет. Уильямс и её друг Ли Чендлер заявили полиции, что вечером того дня, после того как они припарковали свой автомобиль марки Chevrolet возле парка, на них совершил нападение молодой темнокожий человек, вооружённый дробовиком, который приказал Чендлеру лечь на пол автомобиля под передним сидением, а Пенелопе Уильямс пересесть на заднее сидение, где он её избил и изнасиловал. Во время изнасилования преступник подвергал девушку издевательствам и физическому насилию путём прижигания её кожи зажигалкой, посредством тушения об её тело сигарет и укуса зубами за её грудь. В этот период Ли Чендлеру удалось сбежать от преступника и вызвать полицию, которая явилась на место преступления спустя несколько минут. На месте преступления автомобиль Пенелопы Уильямс отсутствовал, но неподалёку был обнаружен автомобиль марки Buick 1963 года выпуска. В ходе проверки регистрационного номера автомобиля полиция установила, что автомобиль принадлежал отчиму Милтону Джонсона — Сэму Майерсу. Через несколько минут автомобиль Уильямс был обнаружен возле больницы «Silver Cross Hospital», куда Милтон Джонсон доставил Пенелопу Уильямс в полубессознательном состоянии. Джонсон заявил полиции, что вечером 15 февраля отправился в поездку по городу и обнаружил избитую девушку возле её автомобиля, после чего посадил её в автомобиль отчима, которым он управлял в тот день, но из-за поломки автомобиля он вынужден был покинуть его и пересесть в машину Пенелопы Уильямс, после чего отвёз её в больницу. Уильямс заявила, что во время изнасилования ни разу не видела лица преступника, вследствие чего не смогла опознать Милтона Джонсона в качестве нападавшего, но заявила, что преступник после совершения преступления действительно посадил её в свой автомобиль, после чего снова заставил её пересесть в Chevrolet и доставил её в больницу. Несмотря на то, что Ли Чендлер также не смог идентифицировать Джонсона в качестве преступника, Джонсон был арестован тем же вечером на территории больницы. Милтон настаивал на своей невиновности и отказался признать своё причастие к изнасилованию девушки, но спустя семь дней Уильямс и Чендлер заявили, что опознали Джонсона в качестве преступника по его голосу. Во время расследования, на одежде Джонсона, в том числе на его нижнем белье были обнаружены пятна крови, группа которой соответствовала группе крови Пенелопы Уильямс. На заднем сидении автомобиля Уильямс были обнаружены пятна спермы, группа которой соответствовала группе крови Джонсона, а также женские и мужские лобковые волосы. На основании эмиссионно-спектрального анализа волос следствие не исключило того факта, что лобковые волосы принадлежали Джонсону и Пенелопе Уильямс. На следующий день после преступления в парке возле одного из деревьев был обнаружен дробовик, который по версии следствия использовался преступником во время нападения. В ходе проверки серийного номера оружия следствие установило, что дробовик принадлежал Сэму Майерсу, который хранил его в целях самообороны в своей машине. Рядом с местом, где было найдено оружие, был обнаружен отпечаток обуви преступника, который очень хорошо соответствовал отпечаткам обуви ботинок, в которых был обут Милтон во время ареста. В период лечения Пенелопы Уильямс, специалист-медик сделал слепок зубов Джонсона и сравнил его со следами укуса на груди Уильямс. По результатам медико-криминалистической экспертизы следствие заявило, что следы зубов на теле Уильямс были оставлены зубами Милтона Джонсона. На основании этих улик Милтон Джонсон был признан виновным в изнасиловании и нанесении побоев при отягчающих обстоятельствах. Он был осуждён и получил в качестве уголовного наказания 35 лет лишения свободы с правом подачи ходатайства на условно-досрочное освобождение по отбытии 25 лет заключения. Джонсон отбывал наказание в тюрьме «Stateville Correctional Center». В 1972 году Джонсон подал апелляцию, которая была отклонена. Во время заключения Джонсон прошёл несколько программ по реабилитации сексуальных преступников и заслужил репутацию образцового заключённого. Он не подвергался дисциплинарным взысканиям, благодаря чему его срок отбытия уголовного наказания до получения права подачи ходатайства на условно-досрочное освобождение был сокращён. Милтон получил условно-досрочное освобождение и вышел на свободу 10 марта 1983 года, после чего вернулся в Джолиет, где стал проживать вместе с матерью, отчимом и братом Джеймсом. В этот период Милтон Джонсон имел проблемы с трудоустройством и испытывал материальные трудности, благодаря чему вынужден был периодически работать поденщиком. Большую часть свободного времени он проводил дома за просмотром телевизора и увлекался выпечкой.

## Серия убийств
По версии следствия первые убийства Милтон Джонсон совершил 25 июня 1983 года. Его первыми жертвами стали 66-летняя Зита Блюм и её сестра 67-летняя Онора Лахманн. Преступник совершил проникновение со взломом в дом Зиты Блюм, после чего под угрозой оружия вынудил её покинуть дом и перейти в соседний дом, где проживала Онора Лахманн. В её доме преступник ударил ножом Онору Лахман, после чего выстрелил ей в голову. Зита Блюм подверглась избиению, после чего также была застрелена. С целью сокрытия следов преступления преступник поджёг дом Оноры Лахманн, вследствие чего её труп и труп её сестры были впоследствии идентифицированы на основании рентгеновских снимков зубов.
2 июля 1983 года Джонсон совершил нападение на 34-летнего бизнесмена Кеннета Ченселлора и 19-летнюю Терри Линн Джонсон, в ходе которого застрелил их в машине Ченселлора, которая была припаркована в поле. Через две недели, 16 июля на территории города Хомер, Милтон Джонсон по версии следствия совместно с неустановленным сообщником в общей сложности убил пять человек — троих гражданских и двух помощников шерифа округа Уилл. Рано утром преступники совершили нападение на 32-летнего Ричарда Полина и его подругу 25-летнюю Кэтлин Норвуд, которых они застрелили. В 3.00 утра на месте преступления появился патрульный полицейский автомобиль, в котором находились 50-летний Денис Фоули и 22-летний Стивен Майер. Офицеры полиции успели по радиосвязи сообщить о том, что на месте преступления находятся два автомобиля и двое мужчин, один из которых заявил о том, что его автомобиль сломан и ему требуется помощь. После того как полицейские вышли из машины, один из преступников открыл огонь, в результате чего Стивен Майер был убит, а Денис Фоули получил тяжёлое огнестрельное ранение в челюсть и ранение в живот, но остался в сознании. После того как преступники уехали, Фоули по радиосвязи связался с своими коллегами и попросил помощь. Он был доставлен в больницу, где свидетельствовал о том, что убийцы скрылись в старом коричневом фургоне и голубом пикапе с белой крышей для кемпинга, похитив их табельное оружие, а также кошельки.
Подозреваемые были описаны как худощавый белый мужчина в возрасте от 20 до 30 с короткими густыми волосами и темнокожий мужчина в возрасте около 30 лет с короткими волосами. После нападения на офицеров полиции преступники совершили нападение на автомобиль, в котором находились 24-летний Джордж Кил и его девушка 21-летняя Лора Траутман. Один из преступников произвёл в Кила и Траутман несколько выстрелов, вследствие чего Джордж Кил был убит, а Лора Траутман получила ранение, но выжила. Впоследствии Лора Траутман дала описание внешности преступников полиции и также настаивала на том, что убийц было двое. На следующий день три кошелька, похищенные у жертв, были обнаружены плавающими в реке Ду-Пейдж недалеко от межштатной автомагистрали I-80, на расстоянии 20 миль к западу от места убийства, вследствие чего полиция предположила, что убийцы бежали на запад страны по автомагистрали I-80. Денис Фоули умер в больнице спустя месяц после совершения нападения из-за осложнений, вызванных ранениями.
Рано утром 17 июля 1983 года, через день после массового убийства в городке Хомер, Милтон Джонсон по версии следствия совершил очередное нападение. Его жертвами стали 18-летний Энтони Хакетт и его девушка Патрисия Гейл Пейн, которые спали в машине, припаркованной возле межштатной автомагистрали I-55 к северу от реки Канкаки. Преступник четыре раза выстрелил через стекло автомобиля в Хакетта, похитил его кошелек, часы и другие вещи, представляющие материальную ценность, после чего под угрозой оружия вынудил девушку пересесть в свой автомобиль. Он вывез её с места убийства в другую местность, где связал и изнасиловал. После изнасилования преступник отвёз девушку в лесистую местность недалеко от города Уилмингтон, где нанёс ей удар ножом в левую грудь и бросил её тело. Патрисия Пейн потеряла сознание, но выжила. Девушка была обнаружена автомобилистом, который позже отвёз её в больницу Джолиет, где ей была оказана медицинская помощь.
20 августа 1983 года Милтон Джонсон совершил четыре убийства в магазине керамических изделий «Greenware by Merry Ceramic and Craft Supply store», расположенном в городе Джолиет. Его жертвами стали владелица магазина 45-летняя Мэрилин Баерс и три покупательницы — 39-летняя Барбара Данбар, 75-летняя Анна Райан и её невестка 29-летняя Памела Райан. Джонсон застрелил Байерс, а других зарезал с помощью ножа. Четыре женщины получили в общей сложности 43 ножевых ранения. Мотив преступления остался неизвестен, так как убийца оставил деньги в кассе магазина и не похитил у жертв деньги и ювелирные украшения.

## Арест
Во время расследования убийств, совершённых 16 июля, полицией возле тела одной из жертв была обнаружена квитанция о ремонте рыболовной удочки на имя Сэма Майерса, где также был указан его адрес. В связи с этим обстоятельством, в конце июля 1983 года Майерс был задержан и отправлен в полицейский участок, где был подвергнут допросу. Во время допроса Сэм Майерс признал, что квитанция принадлежит ему, но он отказался признать свою причастность к совершению убийств, предположив, что квитанция могла вылететь из его автомобиля во время движения, когда он рыбачил неподалеку от места преступления. Майерс заявил, что во время совершения убийств работал и находился на территории штата Миссисипи. Он предоставил алиби, которое в ходе проверки было подтверждено, на основании чего Майерс был отпущен на свободу и исключён из числа подозреваемых. В это время было установлено, что Майерс владел несколькими автомобилями, одним из которых являлся «Chevrolet Scottsdale» 1977 года выпуска, на котором согласно показаниям Патрисии Гейл Пейн передвигался убийца Энтони Хакетта. В сентябре 1983 года специальные агенты из отдела уголовных расследований штата Иллинойс снова явились в дом Сэма Майерса, где допросили его и Милтона Джонсона по поводу использования автомобиля ранним утром 17 июля 1983 года. Через несколько дней Сэм Майерс отвёз автомобиль Chevrolet Scottsdale в дом своего друга-автомеханика Эрнеста Улмера в город Локпорт, (штат Иллинойс), для того чтобы отремонтировать его и перекрасить в чёрный цвет. Из-за болезни Эрнест Ульмер отложил работу над автомобилем, который с разрешения Майерса продолжал находиться в его гараже до марта 1984 года.
Расследование убийства Энтони Хакетта и нападения на Пэйн приостановилось до 28 февраля 1984 года, когда жительница Джолиет по имени Энн Шумейкер позвонила в офис шерифа округа Уилл. Шумейкер сообщила Чарльзу Малиновски, заместителю шерифа округа Уилл, об инциденте, произошедшем 9 июля 1983 года, который побудил её записать на бумажном листе регистрационный номер автомобиля, водитель которого поздним вечером того дня был склонен к опасному вождению и несколько раз имитировал наезд на Энн Шумейкер и её подругу, которые возвращались домой с вечеринки. Испугавшись, девушки вернулись на вечеринку, где рассказали своим друзьям об инциденте. После окончания вечеринки Шумейкер и её подруга сели в её машину и вскоре снова увидели автомобиль неизвестного. Шумейкер посчитала, что водителем был знакомый им человек, который решил над ними подшутить. Во время поездки Энн Щумейкер записала номер автомобиля и рассмотрела внешность водителя. По словам девушки, водителем был чернокожий мужчина, ростом примерно 5 футов и 9 дюймов, который весил примерно 100 кг. В ходе проверки регистрационного номера автомобиля полиция установила, что автомобиль принадлежит Сэму Майерсу, после чего Милтон Джонсон был включён в число подозреваемых. 6 марта того же года в полицейский участок была доставлена Патрисия Пэйн, где ей были показаны пять фотографий подозреваемых, среди которых находилась фотография Джонсона.
Изучив фотографию Джонсона, Пейн предварительно опознала его в качестве убийцы Энтони Хаккета и своего насильника. На основании показаний Пейн Милтон Джонсон был арестован 9 марта 1984 года во время посещения своего офицера по пробации. Он был доставлен в полицейский участок, где его попросили совместно с другими пятью темнокожими мужчинами в присутствии Патрисии Пейн произнести несколько фраз. После того, как Джонсон произнёс заданные фразы, Пейн идентифицировала его по голосу как преступника, совершившего на неё нападение и убийство Хакетта 17 июля 1983 года. В тот же день Сэм Майерс дал согласие на проведение обыска в своем доме и в салонах своих автомобилей. В результате обыска полицией были обнаружены красно-коричневые волокна, замытые пятна крови, нож, несколько патронов .357 Magnum, прядь женских волос и товарный чек на покупку куклы в виде тасманского дьявола. Кукла была куплена Энтони Хаккеттом 16 июля 1983 года. Во время расследования убийства кукла была обнаружена в салоне его автомобиля, но её впоследствии пришлось уничтожить, так как она была пропитана кровью. В ходе судебно-медицинской экспертизы было установлено, что подавляющее большинство красно-коричневых волокон, обнаруженных в автомобиле Майерса, соответствовали волокнам, изъятых из одежды Патрисии Пэйн, в которой она находилась во время изнасилования. Скопление волокон и пятен крови соответствовали месту, где по версии следствия Пэйн получила ножевое ранение, ударил ножом о её одежду и больничную простыню, а также за пределами машины Хакетта. Длина и ширина лезвия ножа, найденного во время обыска у Майерса, соответствовали размерам отверстий в одежде Пейна, хотя пятен крови не было обнаружено ни на лезвии, ни на рукоятке ножа. На основании эмиссионно-спектрального анализа пряди женских волос следствие заявило, что волосы морфологически соответствовали волосу, взятому с головы Патрисии Пэйн. На основании этих улик Милтону Джонсону в конечном итоге было предъявлено обвинение в совершении убийства Хакетта, обвинение в изнасиловании и нанесении побоев при отягчающих обстоятельствах.

## Суд
Суд над Милтоном Джонсоном начался летом 1984 года. 3 августа того же года вердиктом жюри присяжных заседателей он был признан виновным по всем обвинениям, после чего 19 сентября 1984 года он был приговорён к смертной казни. Через несколько дней Джонсон был обвинён в совершении убийств Мэрилин Байерс, Барбары Данбар, Анны Райан и Памелы Райан. Прокуратура округа Уилл построила обвинение на отпечатках пальцев Джонсона, найденных на дверной ручке автомобиля Памелы Райан, а также на следах подошв обуви, найденных на месте совершения преступления и вокруг машины Райан, которые соответствовали следам подошв кроссовок, принадлежащих Джонсону и найденных во время обыска в доме его отчима. Кроме этих улик, на судебном процессе в качестве свидетелей обвинения выступили несколько человек, которые заявили о том, что Джонсон вечером того дня посетил один из баров Джолиет, где проиграл, играя в бильярд 350 долларов, которые по версии следствия он похитил у Мэрилин Байерс. На основании этих улик и не совсем достоверных показаний, Милтон Джонсон 23 января 1986 года был признан виновным, после чего повторно был приговорён к смертной казни посредством смертельной инъекции. На основании результатов нейтронно-активационного анализа пуль, извлечённых из тел других жертв и пуль из патронов, найденных в доме Сэма Майерса во время обыска, следствие не смогло установить, что во время совершения убийств были использованы патроны из дома Сэма Майерса, благодаря чему Милтон Джонсон остался подозреваемым в совершении остальных 9 убийств, но из-за недостатка доказательств ему никаких обвинений больше не было предъявлено.

## В заключении
После осуждения Джонсон в последующие годы подал несколько апелляций на отмену смертного приговора и назначение нового судебного разбирательства. В 1986 году его адвокаты составили первый апелляционный документ, предоставив доказательства вероятности лжесвидетельства и подтасовки фактов в суде. Джонсон требовал признать показания Патрисии Гейл Пейн недействительными, на основании того, что Пейн во время расследования как минимум дважды проходила процедуру визуальной идентификации преступника по признакам внешности, но не смогла опознать его в качестве своего насильника. 25 июля 1983 года Пейн просмотрела примерно 1500 фотографий преступников, которые были осуждены за совершение преступлений, сопряжённых с сексуальным насилием, и выбрала 42 фотографии с чертами лица, похожими на черты лица нападавшего, однако фотографии Джонсона там не было. 6 сентября того же года Пейн просмотрела ещё одну группу фотографий. В единой стопке находилось 137 фотографий, в том числе фотография Джонсона, но Пэйн отложила четыре фотографии, среди которых снова не оказалось фотографии Джонсона. Тот факт, что жертва нападения не смогла идентифицировать Милтона Джонсона до марта 1984 года, по мнению его адвокатов, являлся доказательством лжесвидетельства. Вероятность подтасовки фактов также вызывало заявление прокуратуры округа Уилл об обнаружении отпечатков пальцев Джонсона на месте совершения четырёх убийств женщин в магазине керамических изделий «Greenware by Merry Ceramic and Craft Supply store» в августе 1984 года, спустя год после совершения массового убийства. Отпечатки пальцев Джонсона находились в дактилоскопической базе данных США с 1970 года, с момента совершения им нападения на Пенелопу Уильямс. Причинам, по которым столь долгое время следователи не смогли идентифицировать Джонсона на основании отпечатков пальцев, так и не было дано никакого рационального объяснения. Несмотря на это, апелляция была отклонена. В 1987 и 1993 годах его адвокаты составили апелляционный документ, апеллируя о неэффективности работы адвокатов Джонсона во время судебных процессов, но апелляции также были отклонены, так как суд постановил, что Милтон Джонсон не представил существенных доказательств того, что его адвокаты были некомпетентны.
В начале 2000-х, получив полный доступ к уголовному делу, Джонсон и его новая команда адвокатов установили, что Патрисия Гейл Пейн во время расследования была подвергнута гипнотическому сеансу для точного описания отличительных признаков внешности нападавшего. На основании этого в 2002-м году Джонсон подал новую апелляцию, требуя отмены смертного приговора по обвинению в совершении убийства Энтони Хакетта, так как прокуратура во время судебного процесса не уведомила его адвокатов о том, что Пейн подвергся гипнозу, что являлось нарушением конституционных прав Джонсона. Также его адвокаты требовали признать показания Патрисии Пейн недействительными, так как существовала вероятность того, что девушка во время гипноза могла быть подвергнута психическому принуждению и дать недостоверные показания, но имеющие выгоду для следователей. Помимо этого адвокаты Джонсона подали ходатайство о проведении ДНК-экспертизы по уголовному дело об убийстве Энтони Хакетта и изнасиловании Патрисии Пейн с целью доказать его невиновность. Апелляция была отклонена, но Верховный суд Иллинойса постановил провести ДНК-анализа, результаты которого не оправдали Милтона Джонсона.
В 2002 году в связи с выявлением многочисленных судебных ошибок в деле осуждения приговорённых к смертной казни губернатор штата Иллинойс пересмотрел закон о смертной казни и в январе 2003 года ввёл мораторий, заменив смертные приговоры 157 осуждённым, в том числе Милтону Джонсону. На основании закона его смертный приговор был автоматически заменён на наказание в виде пожизненного лишения свободы без права на условно-досрочное освобождение.
Милтон Джонсон отбывал своё уголовное наказание в тюрьме «Menard Correctional Facility» под идентификационным номером «А15347». Он умер находясь в заключении 16 мая 2025 года, на следующий день после своего 75-го дня рождения. После смерти Джонсона, родственники забрали его тело и похоронили в городе Джолиет, где он совершил большую часть своих убийств.